# 中国甲龙属
中国甲龙（属名：Sinankylosaurus，意为“中国融合蜥蜴”）是甲龙类恐龙的一个属，生存于晚白垩世的中国山东省。该属包含单一物种诸城中国甲龙（Sinankylosaurus zhuchengensis），所知于一个近乎完整的右髂骨。描述者解释说，中国甲龙的发现不仅扩大了对诸城恐龙种类的认识，也显示了东亚和北美恐龙的相似性。

## 发现与命名
1964年起古生物学家在开始诸城进行大规模挖掘，发现了丰富的化石资源，尤其是恐龙化石。诸城甲龙正模标本ZJZ-183于2010年左右在中国山东省诸城市上白垩统的王氏群（确切来说是红土崖组）与诸城暴龙正模一起发现。化石在此后几年里完成清修，并于2020年正式描述。

## 描述
由于仅有髂骨发现，因此中国甲龙的外表仍然未知。描述者指出了髂骨与其甲龙类的相似之处，但2021年一项研究并不认为它是甲龙类，并将其列为疑名。

## 古生态学
中国甲龙发现于中国南部王氏群红土崖组。该生物群中的其它动物包括角龙类的中国角龙、一种相当常见且该归入该地层中大部分材料的鸭嘴龙科山东龙、与特暴龙近缘的亚洲暴龙科诸城暴龙、亚洲纤角龙科诸城角龙及暂时归入暴龙的材料。